# The ReVe Festival: Finale
The ReVe Festival: Finale – первый сборник южнокорейской гёрл-группы Red Velvet, был выпущен 23 декабря 2019 года лейблом SM Entertainment. Альбом содержит шестнадцать треков, включая ведущий сингл «Psycho» и три других новых песни, а также все треки с The ReVe Festival: Day 1 и The ReVe Festival: Day 2. Альбом был выпущен в двух версиях с разным оформлением, в тот же день был выпущен цифровой мини-альбом, включающий только четыре новых трека. Альбом является заключительным из трилогии The ReVe Festival.
После своего выпуска альбом-сборник имел коммерческий успех как внутри страны, так и на международном уровне. Это был одиннадцатый хит-парад группы в чарте альбомов Gaon в течение двух недель, в то время как их десятая тройка вошла в мировой альбомный чарт Billboard. Это также был первый релиз группы, вошедший в несколько европейских хит-парадов, а именно в испанском, польском  и бельгийском хит-парад альбомов. Его ведущий сингл также имел успех как в коммерческом, так и в критическом плане, став самым высоким синглом группы со времен «Power Up» и их вторым лидером в чарте Billboard World Digital Songs, после «RBB (Realy Bad Boy)» в конце 2018 года.

## Промоушен
Альбом был объявлен в социальных сетях в полночь 12 декабря 2019 года с фото-тизерами в стиле постеров фильма с лозунгом; «Не бойся темноты. Фейерверк осветит небо» и «Оставайся в магии даже после наступления темноты. Фейерверк начинается». Список треков из 16 песен был вновь обнародован в социальных сетях в полночь 15 декабря, раскрыв четыре новых трека «Psycho», «In & Out», «Remember Forever» и «La Rouge» в качестве специального трека, который был исполнен во время их третьего концерта 23–24 ноября в университете Корё, Сеул. Шоукейс альбома должна была состояться на Gayo Daejeon 24 декабря, но поскольку Венди получила травмы во время репетиции, они не посетили живую церемонию, но вместо этого была показана предварительно записанная версия. Остальная часть группы начнет на музыкальные программы без нее.

## Коммерческий успех
Сингл «Psycho» возглавил все музыкальные чарты Южной Кореи в режиме реального времени после его выпуска, будучи их второй песней, которая достигла «realtime all-kill после их сингла «Power Up» в 2018 году. Песня также достигла статуса «certified all-kill», где песня занимает первое место во всех чартах, как в реальном времени, так и ежедневно, одновременно.
Альбом был продан в 30 000 экземпляров в первый день доступности, согласно Hanteo, их второму лучшему, вместе с The ReVe Festival: Day 1, выпущенным в июне того же года, продав более 45 000 экземпляров в первый день выпуска.

## Трек-лист
| №   | Название                                                                       | Текст песни                                                           | Музыка                                                                                                 | Arrangement                                                 | Длительность |
| --- | ------------------------------------------------------------------------------ | --------------------------------------------------------------------- | --- | ----------------------------------------------------------- | ------------ |
| 1.  | «Psycho»                                                                       | Kenzie                                                                | Druski Cazzi Opeia EJAE Kenzie                                                                         | Druski Yoo Young-jin                                        | 3:31         |
| 2.  | «In & Out»                                                                     | Kenzie                                                                | Cazzi Opeia Kenzie Moonshine                                                                           | Moonshine                                                   | 3:13         |
| 3.  | «Remember Forever»                                                             | Lee Seuran Jang Yeo-jin (Lalala Studio)                               | Chang Yeo Jin Louise Frick Sveen Royal Dive Seu-Ran Lee                                                | Royal Dive                                                  | 3:08         |
| 4.  | «Eyes Locked, Hands Locked» (눈 맞추고, 손 맞대고; nun matchugo, son matdaego) | Sumin                                                                 | Sumin                                                                                                  | Sumin, Jeong Dong-hwan                                      | 4:11         |
| 5.  | «Ladies Night»                                                                 | Park Ji-yeon (Mono Tree)                                              | Chu Dae-gwan (Mono Tree) Andreas Öberg Maja Keuc                                                       | Chu Dae-gwan (Mono Tree)                                    | 3:57         |
| 6.  | «Jumpin'»                                                                      | Kenzie                                                                | Kenzie Caesar & Loui Ylva Dimberg                                                                      | Caesar & Loui                                               | 3:36         |
| 7.  | «Love Is the Way»                                                              | (Jam Factory)                                                         | Ryan S. Jhun Denzil “DR” Remedios Nermin Harambasic Rodnae “Chikk” Bell Courtney Woolsey Charite Viken | Denzil "DR" Remedios                                        | 3:32         |
| 8.  | «Carpool» (카풀; kapul)                                                        | Kenzie                                                                | Sophia Ayana Léon Paul Palmen Nathan Cunningham Marc Sibley                                            | Sophia Ayana Léon Paul Palmen Nathan Cunningham Marc Sibley | 3:27         |
| 9.  | «Umpah Umpah» (음파음파; eumpa-eumpa)                                          | Jeon Gandi                                                            | Christoffer Lauridsen Andreas Öberg Allison Kaplan                                                     | Christoffer Lauridsen Andreas Öberg                         | 3:40         |
| 10. | «LP»                                                                           | Seo Ji-eum                                                            | Ryan S. Jhun Hanif Hitmanic Sabzevari Dennis DeKo Kordnejad Pontus PJ Ljung Anna Isbäck                | Ryan S. Jhun Hitmanic DeKo PJ                               | 3:27         |
| 11. | «Parade» (안녕, 여름; Annyeong, Yeoreum; lit: Hello, Summer)                   | Seo Ji-eum                                                            | Fredrik Häggstam Johan Gustafsson Sebastian Lundberg Ylva Dimberg                                      | Trinity                                                     | 3:13         |
| 12. | «Bing Bing» (친구가 아냐; Chinguga Anya; lit: Not A Friend)                    | Kim Soo-jin (Jam Factory)                                             | Will Simms Ylva Dimberg Neil Athale                                                                    | Will Simms Ylva Dimberg Neil Athale                         | 3:27         |
| 13. | «Milkshake»                                                                    | Kim Bo-eun (Jam Factory)                                              | Moonshine Cazzi Opeia Boots a.k.a. Per Kristian Ottestad                                               | Moonshine                                                   | 3:30         |
| 14. | «Sunny Side Up!»                                                               | Jeon Gandi                                                            | Moonshine Ellen Berg Cazzi Opeia                                                                       | Moonshine                                                   | 3:23         |
| 15. | «Zimzalabim» (짐살라빔; Jimsallabim)                                           | Lee Seu-ran                                                           | Olof Lindskog Daniel Caesar Ludwig Lindell Hayley Aitken                                               | OLLIPOP Caesar & Loui                                       | 3:10         |
| 16. | «La Rouge» (Special Track)                                                     | JQ Moon Seo-ul Ahn Young-joo (makeumine works) mola (makeumine works) | Andreas Öberg Simon Petrén Maja Keuc Hwang Chan-hee Hong So-jin                                        | Simon Petrén                                                | 3:10         |

## Чарты

### Альбом
| Чарты (2019—2020)                      | Высшая позиция |
| -------------------------------------- | -------------- |
| Республика Корея (Gaon)                | 1              |
| Япония (Oricon)                        | 24             |
| США (Billboard Top Heatseekers Albums) | 3              |
| США (Billboard Digital Albums)         | 22             |
| США (Billboard Independent Albums)     | 20             |
| США (Billboard World Albums)           | 6              |

### Песня
- «Psycho» еженедельный чарт

| Чарты (2019-2020)                     | Высшая позиция |
| ------------------------------------- | -------------- |
| Республика Корея (Gaon)               | 2              |
| Новая Зеландия (RMNZ Hot Singles)     | 10             |
| Малайзия (RIM)                        | 4              |
| Великобритания (OCC Digital Singles ) | 99             |
| США (Billboard World Digital Songs)   | 1              |

### Годовой итоговый чарт
| Чарт (2019)             | Позиция |
| ----------------------- | ------- |
| Республика Корея (Gaon) | 57      |

## Победы

### Музыкальные программы
| Песня    | Программа       | Телеканал | Дата               |
| -------- | --------------- | --------- | ------------------ |
| «Psycho» | Music Bank      | KBS       | 3 января 2020 года |
| «Psycho» | 10 января       | KBS       |                    |
| «Psycho» | 24 января       | KBS       |                    |
| «Psycho» | Show Music Core | MBC       | 4 января 2020 года |
| «Psycho» | Show Music Core | MBC       | 11 января          |
| «Psycho» | Show Music Core | MBC       | 18 января          |
| «Psycho» | Inkigayo        | SBS       | 5 января 2020 года |
| «Psycho» | Inkigayo        | SBS       | 12 января          |
| «Psycho» | Inkigayo        | SBS       | 19 января          |

| Критик/Публицист | Лист                                      | Песня    | Ранг | Ссылки |
| ---------------- | ----------------------------------------- | -------- | ---- | ------ |
| Billboard        | 25 лучших K-pop песен 2019 года           | «Psycho» | 18   | [ 19 ] |
| Buzzfeed         | 30 Songs That Helped Define K-Pop in 2019 | «Psycho» | 18   | [ 20 ] |
| CelebMix         | Топ 10 KPOP песен 2019 года               | «Psycho» | 6    | [ 21 ] |